# Re (ägyptische Mythologie)
Re (auch: Ra) ist der altägyptische Sonnengott, wobei die Sonne selbst als göttliches Wesen verstanden wurde. Er kann bis in die späten Perioden als wahrscheinlich wichtigster altägyptischer Gott bezeichnet werden, da er durch das Wirken seiner Kraft (die Sonne) das Leben auf der Erde ermöglichte und es fortbestehen ließ. Sein Name bedeutet im Ägyptischen schlicht „Sonne“.
Die hervorgehobene Verehrung der Sonne als Sonnenkult lässt sich in königlichen Totentempeln bis in die 3. Dynastie unter Djoser zurückverfolgen. Mit Beginn der 4. Dynastie gewann der Sonnenkult unter Radjedef mit der erstmaligen Nennung des Königs als „Sohn des Re“ eine besondere Bedeutung, die sich in der 5. Dynastie steigerte, aus der auch die ersten ikonografischen Darstellungen belegt sind.
Der Kult des Sonnengottes mündete schließlich in neu errichteten Sonnenheiligtümern – beispielsweise dem Sonnenheiligtum des Niuserre. In der 6. Dynastie stieg Re in Heliopolis zur neuen Hauptgottheit auf und löste Atum ab, der bis dahin den dort ansässigen Kult der Neunheit von Heliopolis angeführt hatte. Im demotischen Papyrus Heimkehr der Göttin werden die acht Gottheiten aus Hermopolis als „Väter des Re“ bezeichnet, der bei dem Aufenthalt der Tefnut in Punt wiederum in seiner Erscheinungsform als Miu („der Kater“) mit dem Gesicht einer Katze auftrat.

## Bedeutung
Diese Gottheit ist Erhalter und Beherrscher der geschaffenen Welt. Seit der 4. Dynastie nannten sich die Pharaonen „Sohn des Re“, so zum Beispiel Chephren. Später wurde er mit Amun, dem wichtigsten Gott Thebens, zum Hauptgott Ägyptens, Amun-Re, verschmolzen. Mehrere andere Götter wurden auch durch den allgemeinen Sonnenkult zu Gottheiten mit solarem Aspekt und verbanden sich mit dem Sonnengott Re wie zum Beispiel Chnum-Re, Sobek-Re, Month-Re etc. Zum Namen vgl. auch Hesi-Re.

## Symbolik
Sein Kultgegenstand war der Obelisk. Die Darstellungsformen von Re sind äußerst zahlreich. Unter anderem wurde er symbolisch als geflügelte, gewöhnlich von der Uräusschlange umwundene Sonnenscheibe dargestellt; so beispielsweise in Menschengestalt verbunden mit Horus als Re-Harachte-Atum mit Falkenkopf, der eine Sonnenscheibe trägt. Der Falkenkopf wurde jedoch nur für die Dauer des Sonnenauf- und Unterganges verwendet. Er zeigt Re im Zustand des Geborenwerdens von Nut kurz vor dem Erscheinen am Horizont beziehungsweise im Zustand des Sterbens nach dem Untergang unter den Horizont. Re wurde deshalb oft auch als „Horus im Horizont“ (Harmachis) dargestellt. Die damit verbundene rote Farbe erklärt die weitere Gleichsetzung von Re mit dem Planeten Mars.
Da Re dem überlieferten Mythos nach als Tagesgestirn in der Nacht im Innern von Nut ruhte und erst am Morgen neu von ihr geboren wurde, durfte sein Name während seiner nächtlichen Abwesenheit öffentlich nicht ausgesprochen werden. In Ehrfurcht und aus Angst vor einer Bestrafung bei Brechung dieses Tabus nannten die Ägypter Re in diesem Zeitraum „die Majestät dieses Gottes“.

## In der ägyptischen Mythologie
Dem Mythos nach herrschten Götter am Anfang der Welt als Könige. Hier stand Re (als Atum-Re) an der Spitze der Neunheit von Heliopolis, als Ursprungsgott, der dem Urhügel entstieg, um die Menschheit zu erschaffen. Anschließend soll er sich wieder in den Himmel zurückgezogen haben und fuhr danach tagsüber in Begleitung seiner Tochter Maat mit der Sonnenbarke durch den Himmel. Am Abend stieg Re in die Nachtbarke um und fuhr durch das Totenreich, um am nächsten Morgen bei Sonnenaufgang wiedergeboren zu werden. Dabei musste er mit Hilfe von Seth die Angriffe der Schlangengottheit Apophis in der Unterwelt abwehren.
Res Aufstieg zum Himmel: Zu Anbeginn der Zeit, als die Welt erschaffen wurde, war Re, Schöpfer aller Existenz, kein fernes Wesen, sondern lebte auf Erden. Seine Herrschaft war paradiesisch; seine einzige Aufgabe bestand darin, ab und zu nach dem Rechten zu sehen. Doch Re wurde alt und dachte daran, seine Herrschaft auf Erden zu beenden, jedoch verachteten viele Menschen ihn dafür. Der Sonnengott erboste und sandte sein Auge in Gestalt der Göttin Sachmet, um diese Menschen zu vernichten. Danach beschloss er, der Erde den Rücken zu kehren, und lebte fortan im Himmel. Doch musste er mit ansehen, dass die Menschen unter ihm sich bekämpften und jeder dem anderen die Schuld für den Verlust der Sonne gab.

## Scheinbare Übereinstimmung mit polynesischen Kulturen
Rā heißt die Sonne ebenfalls in der maorischen und anderen polynesischen Sprachen. Jedoch war diesen Kulturen ein Sonnenkult wie im antiken Ägypten fremd. Es handelt sich um eine rein zufällige Übereinstimmung – die urpolynesische Bezeichnung für „Sonne“ lautet *laqaa (was für */laʔaː/ steht) –, zumal Ra für die Transkription Rˤ(w) eine bloße Aussprachekonvention in der Ägyptologie ist, da die Aussprache des Ägyptischen, vor allem, was die Vokale betrifft, nicht genau bekannt ist; eine Rekonstruktion für die Aussprache von Rˤ(w) lautet */ˈliːduw/ fürs Alte Reich, */ˈriːduw/ fürs Mittlere Reich und */ˈriːʕu/ für das Neue Reich.